# Església de l'Assumpció de Catí
L'Església de l'Assumpció de Catí, sub invocatione Assumptionis Beatae Mariae Virginis, com era costum al S. XIII, d'estil gòtic amb afegits barrocs —situada al centre de la població, entre el carrer Major i la plaça de l'Església—, és la parròquia de la població, temple catòlic que pertany al bisbat de Tortosa.
Amb la publicació del decret 231/2004, de 22 d'octubre, del Consell de la Generalitat, pel qual es declara Bé d'Interès Cultural el Conjunt Històric de Catí, l'església de l'Assumpció queda inclosa com a Bé Immoble de Rellevància Local, amb la categoria de Monument d'Interès Local.

## Història
Iniciades les obres en la segona meitat del segle xiii, se segueix la forma constructiva més habitual dels primers anys de la conquesta: església d'una nau de quatre trams amb tres arcs diafragmàtics coberts per una armadura de fusta, de la qual encara es conserven elements de la coberta i la portada romànica del costat de l'Evangeli. El 2 d'octubre de 1314, en una visita pastoral del bisbe de Tortosa Francesc de Paholac, ja estava oberta al culte i disposava de llibres i d'ornaments necessaris. Poc després, el 1322, es reforma i amplia, afegint tres trams a la nau i es col·loca la portada del costat de l'Epístola.

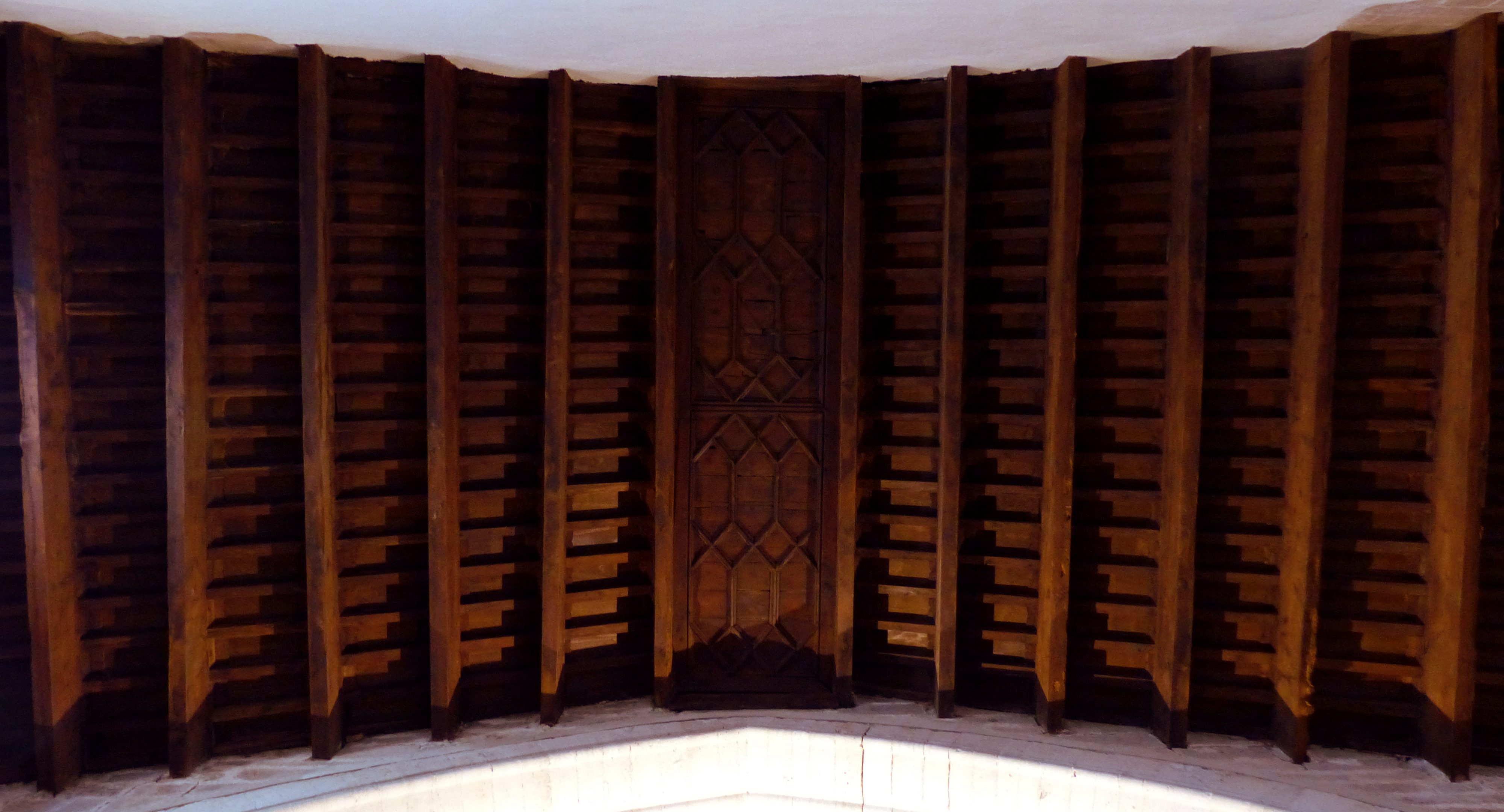

Durant els segles xiv i xv, en les parets laterals entre contraforts, es van afegint les capelles. En 1354 es construeix la capella de sant Blai, primera del costat de l'Evangeli. En 1377 es construeix la capella de sant Miquel i sant Pere Apòstol, tercera del costat de l'Epístola, manada construir per Pere Montserrat, mercader, i edificada per Bartomeu Duran, picapedrer de Tortosa. En 1389 es construeix la capella de sant Martí, primera de l'Epístola, realitzada pels picapedrers Berenguer Roca, d'Albocàsser, i Jaume Sans, de Catí. En 1447 es construeix la capella dels sants Joans, segona de l'Evangeli. En 1448 s'edifica la primera capella de la Passió, quarta de l'epístola, a mans de Pedro Crespo, picapedrer de Santander. En 1451 Pedro Crespo i Antoni Arbó construeixen la segona capella de la Passió, tercera de l'Evangeli. I entre 1503 i 1504 s'edifica la capella de les Ànimes, cinquena de l'Epístola, a mans de Joan Bellmunt, picapedrer.

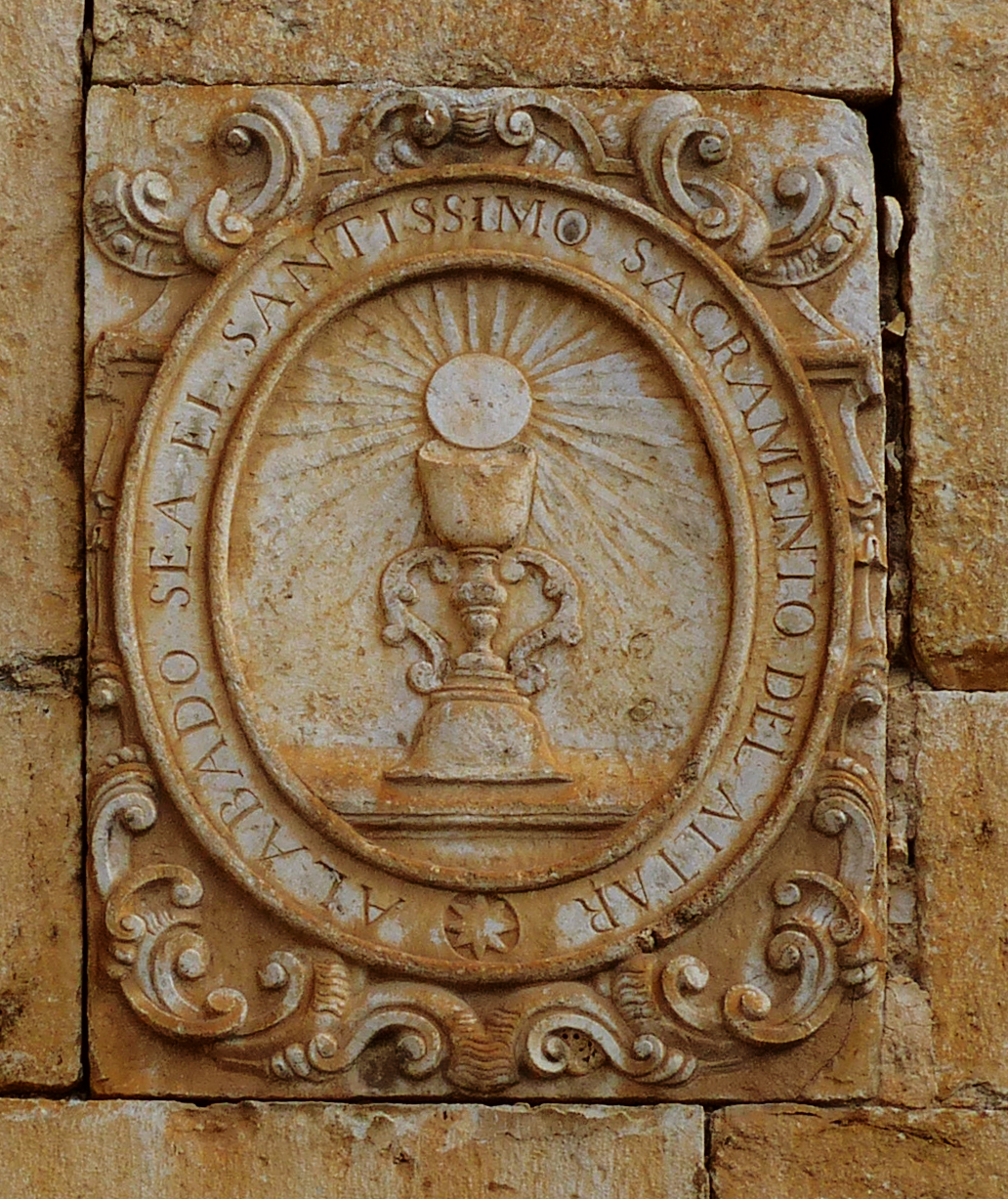

Altres obres que afectaren el conjunt parroquial foren la construcció de la casa abadia, encarregada pel rector Pere Duran, i que es realitzà entre els anys 1376 i 1385, i la construcció de la sagristia primitiva i el cor, començades les obres el 1405. Ja en el segle xvii torna l'ímpetu constructiu, i així, en 1619 el picapedrer Pere del Sol aixecava el campanar; en 1626 estava construït el cor nou; en 1643 Joan Noguer construeix la sagristia nova i l'arxiu; en 1667 Agustí Beltran arregla la sostrada, moment en què es cobreix l'armadura de fusta de la nau per volta paredada que es decora amb esgrafiats; i en 1677 es contracta amb Pere Ebrí la construcció d'un nou retaule major.
L'ampliació més important després de l'època medieval fou la capella de la Comunió, promoguda pel rector Francesc Celma, qui participà en l'elaboració de tot el projecte. La capella es va construir ràpidament. La primera pedra es va col·locar el 3 de maig de 1742, l'estructura estava acabada el 1744, i sols faltava la decoració interior, finalitzada aquesta el 31 de desembre de 1747, quan es trasllada el Santíssim Sagrament. Antoni Granger realitza les traces, les obres foren realitzades per Miquel Blasco i els seus fills, i la decoració interior la realitzà el pintor santmatevà Pasqual Mespletera.
Ja en el segle xx, es renova i reforma el paviment entre 1915 i 1930, el 1937 es reformen les capelles laterals, i en els anys 70 es restaura el temple, eliminant part de l'arrebossat barroc.
Amb motiu de l'exposició «Pulchra Magistri. L'esplendor del Maestrat a Castelló» —promoguda per la Fundació «La Llum de les Imatges», que s'ha realitzat entre novembre de 2013 i novembre de 2014, i on Catí ha estat una de les seus—; durant l'any 2013 es realitzaren obres de rehabilitació de l'església, amb la substitució de l'armadura de coberta i la recuperació dels esgrafiats de la volta que estaven amagats per una capa de pintura.

## Arquitectura

### Estructura
El temple és una única nau de planta rectangular amb set trams separats per arcs diafragmàtics apuntats i carregats sobre pilastres rectangulars, on el capitell és una simple motllura. La capçalera és plana i darrere, la sagristia. Té cor alt al peus, capelles laterals, entre els contraforts, de distinta fondària, i dues portes, una en cada costat, prop dels peus de la nau. La sostrada és a dos vessants, coberta per teules.
La torre campanar, adossada als peus de la nau, al costat de l'Evangeli, és una construcció quadrangular de dos cossos, on el superior, en cada costat, té dues obertures de mig punt per a les campanes. La capella de la Comunió, adossada a l'església per la capçalera del costat de l'Epístola, és una nau allargada amb capelles laterals sols al costat de l'Epístola.
Els murs són de maçoneria de pedra, i en els angles i en les obertures, estan reforçats per carreus. Del parament exterior del temple sols destaquen les tres portades: la més antiga, situada al carrer Major, és un arc atrompetat de mig punt amb dovelles radials i una motllura exterior que tanca l'arc, que surt des d'una imposta decorada amb motius animals i vegetals, la situada a la plaça de l'Església és un arc de mig punt amb 23 dovelles estretes i molt allargades envoltat per la imposta i per una motllura circular, i la més moderna, també situada a la plaça de l'església, i que dona accés a la capella de la Comunió, és una obertura d'arc de llinda i està formada per carreus rebaixats formant una motllura, i al damunt, en baix relleu, un oval decorat amb fulles encercla el símbol eucarístic.

### Interior
A l'església destaca la decoració de la volta, coberta per esgrafiats que mostren una magnífica representació del bestiari medieval (dracs, ocells, cérvols, lleons) i la simbologia cristiana (al·ludint a la Mare de Déu del Roser), amb la funció de commoure al feligrès, i el Retaule de Sant Llorenç i de Sant Pere de Verona —situat a la capella de sant Miquel i de sant Pere Apòstol—, obra contractada en 1460 per Jacomart, tot i que amb segura participació del taller de Joan Reixach, i que és considerada una de les obres més importants de la pintura medieval valenciana.
A la capella de la Comunió destaca la decoració al fresc que cobreix la volta i les parets interiors, amb pintures que representen, en un veritable programa iconogràfic dirigit per Francesc Celma, rector de l'església de l'Assumpció, l'exaltació del Santíssim Sagrament de l'Eucaristia, obra del pintor santmatevà Pasqual Mespletera. Aquestes pintures, amb una tècnica típicament barroca, mostren retaules fingits en els murs, emmarcats per columnes salomòniques de fust inferior estriat; i columnes cobertes de garlandes, llenços i balconades fingides en la part superior.

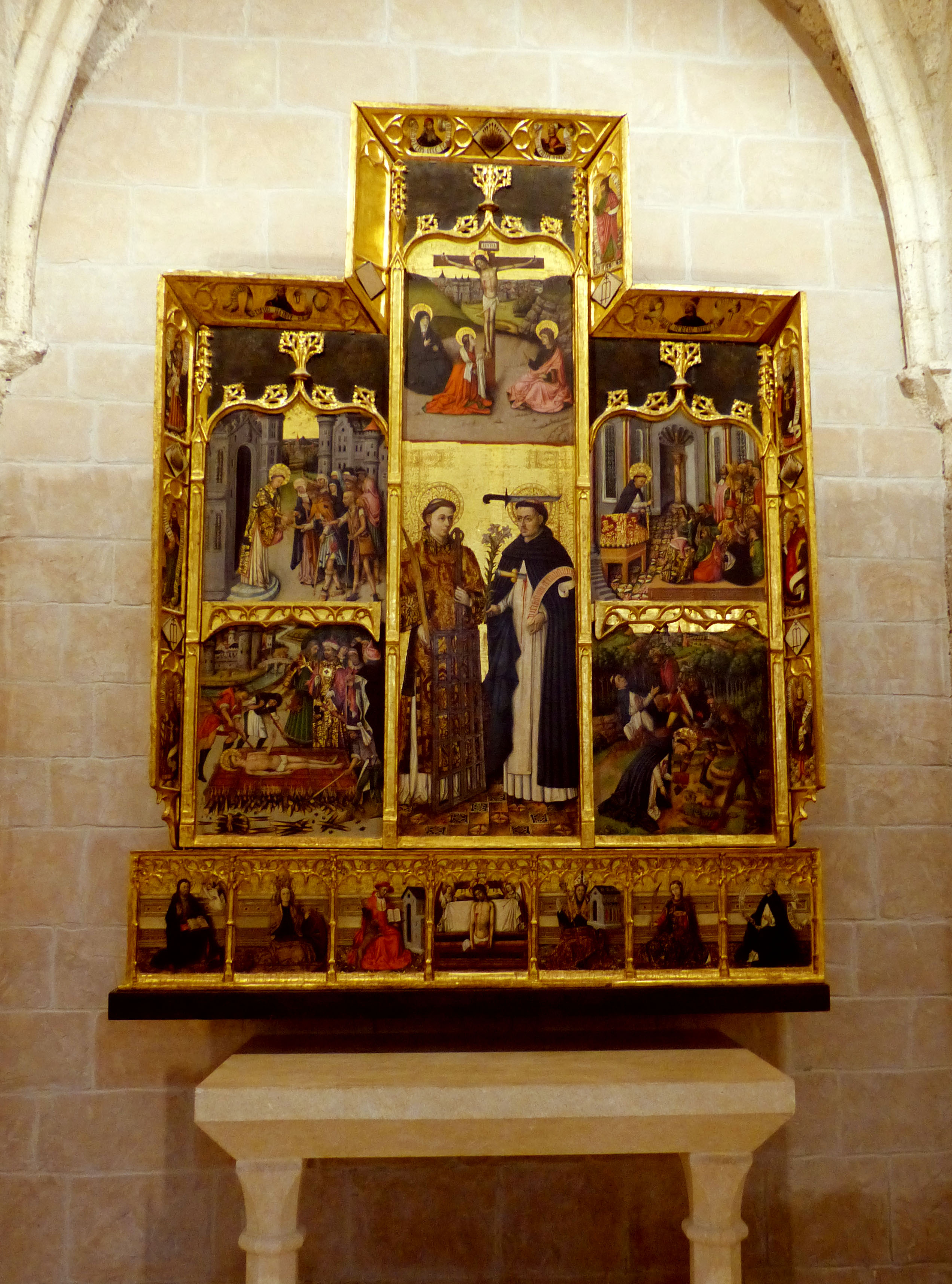

## Tresor parroquial
Dels objectes destinats al culte que ha anat acumulant la parròquia, tot i que molt s'ha perdut, com la creu de cristall de roca, o moltes de les peces que Francesc Celma descriu en la seva història del santuari de l'Avellà, encara es conserven importants peces d'orfebreria, taules i alguns teixits antics:
- Creu processional major, de plata sobredaurada, cisellada, repujada, burinada, i amb elements de fosa. Del darrer terç del segle xv. Atribuïda a Joan Santalínea, de Morella.[25]
- Creu processional menor, de plata i plata sobredaurada, cisellada, repujada, i amb element de fosa. Segona meitat del segle xvii.[26]
- Creu de rogativa, de plata sobredaurada, cisellada i amb elements de fosa. Al voltant de 1430. Atribuïda a Joan Santalínea.[27]
- Portaviàtic amb crismera, de plata sobredaurada, cisellada, repujada i burinada. Del darrer quart del segle xv. Atribuïda a Joan Santalínea.[28]
- Plat petitori d'argent. Amb punxó de València.
- Corona de l'Assumpció de Maria. Barroca, del segle xvii.
- Casulla amb escapulari, Teixit de seda i escapulari brodat amb sedes policromes i fils metàl·lics. De principis del segle xvi. Taller valencià.[29]